# Dante Rivola
Dante Rivola (Imola, 4 dicembre 1926 – Imola, 11 febbraio 2000) è stato un ciclista su strada italiano.
Professionista tra il 1950 ed il 1956, vinse un Trofeo Matteotti e un Giro del Lazio.

## Carriera
Corse per la Viscontea, la Benotto, la Guerra, la Bartali e la Fiorelli. Vinse il Trofeo Matteotti, il Giro del Piave e una tappa del Giro dei Due Mari nel 1950, una tappa alla Vuelta a Castilla nel 1951 e il Giro del Lazio nel 1952, oltre ad alcuni circuiti.

## Palmarès
- 1950 (Viscontea, tre vittorie)

Trofeo Matteotti
Giro del Piave
2ª tappa Giro dei Due Mari
- 1951 (Benotto, una vittoria)

8ª tappa Vuelta a Castilla
- 1952 (Guerra-Ursus, una vittoria)

Giro del Lazio

### Altri successi
- 1951 (Benotto)

Circuito di Solarolo
- 1952 (Guerra-Ursus)

Circuito di Camin

## Piazzamenti

### Grandi Giri
- Giro d'Italia

1950: ritirato
1951: 58º
1952: 53º
1953: 59º
1954: ritirato

### Classiche monumento
- Milano-Sanremo

1950: 57º
1951: 24º
1952: 37º
1955: 70º
- Parigi-Roubaix

1951: 25º
- Giro di Lombardia

1950: 20º
1951: 41º
1952: 60º